# Hiei
Hiei (japonsky: 比叡山; Hiei-zan) je japonská hora ležící na severovýchod od města Kjóto, na hranici mezi prefekturami Kjóto a Šiga.
Chrám Enrjakudži, první japonský chrám buddhistické sekty Tendai, byl založen na vrcholku hory Hiei mnichem Saičó v roce 788. V roce 1571 byl celý chrámový komplex stržen Odou Nobunagou ve snaze zlomit moc tzv. „válčících mnichů“ sóhei. Později byl ale chrám zčásti obnoven a dodnes zůstal ústředím sekty Tendai.